# Mastín napolitano
El mastín napolitano (en italiano: Mastino Napoletano) es una raza de perro molosoide de tamaño grande originaria de Italia. Esta raza desciende directamente de los grandes molosos asirio-babilónicos, que más tarde fueron difundidos por los romanos por toda Europa. Dada su fuerte historicidad, el mastín napolitano representa un verdadero «monumento viviente» de la cinología moderna.

## Origen
El mastín napolitano de Europa desciende del mastín tibetano, el más viejo exponente de la especie canina. Probablemente los primeros Mastines asiáticos fueron llevados de la India a Grecia por Alejandro Magno, alrededor del año 300 a. C. Los griegos los dieron a conocer a los romanos, que se entusiasmaron y los usaron en los combates de circo. La palabra mastín proviene del francés antiguo mastin, que significa perro guardián grande. Según la cinología inglesa, en cambio, el mastín fue llevado a Britania por los fenicios en el año 500 a. C. de allí se habría iniciado la difusión por Europa. El mastín napolitano era entrenado para pelear en contra de leones, osos, tigres, también era un perro criado para la guerra y contra gladiadores.
El mastín napolitano es de todas maneras descendiente del antiguo moloso romano, su cuna está en el sur de la península salentina. Mientras las razas fueron extinguiéndose por toda Europa. En Campania la cría continuaba pese a las amenazas del tiempo y de la guerra. Se puede asegurar así que el mastín napolitano vive en Campania desde hace al menos dos mil años, aunque su segunda aparición oficial en la cinofilia data de 1946 y su estándar de 1949.
Hay varias líneas de sangre, entre las más reconocidas están di ponzano, del Gheno, del Vittoriale, di Fossombrone, del Castellaccio, Dello Stradone, Dell'Illimani, di ponzo, del sole.

## Descripción

### Apariencia

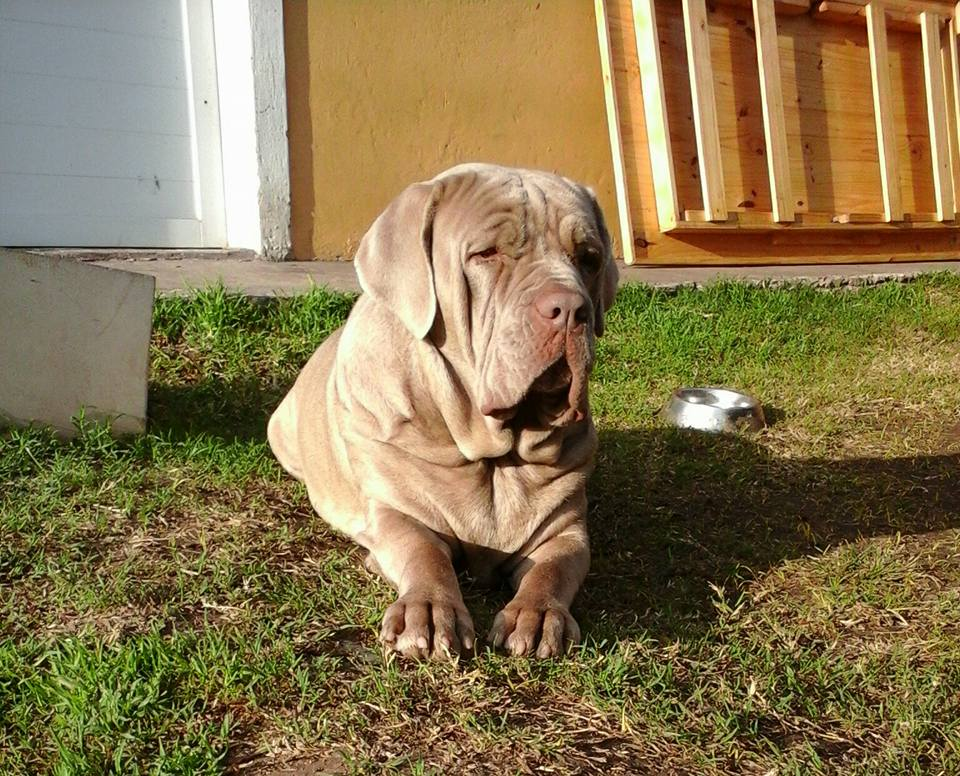
Mastín napolitano de color isabelino.

Pesado, macizo, fornido y de gran tamaño, la longitud del tronco sobrepasa en un 10% la altura a la cruz. La longitud de la cabeza es igual a 3/10 de la altura a la cruz y la proporción entre cráneo y hocico es de 2 a 1.

### Temperamento y comportamiento
De carácter decidido y leal no es agresivo ni muerde sin razón. Como protector de la propiedad y sus habitantes está siempre vigilante. Es inteligente, noble y majestuoso. Muy fuerte y bondadoso.
El mastín napolitano tiene la fama de ser buen perro guardián. A pesar de su aspecto arisco e incluso feroz, si es entrenado y socializado desde temprana edad puede ser un perro pacífico, equilibrado, dulce, fiel, es muy afectuoso con el amo, amigo de los niños y con los amigos de casa y muy silencioso. Es un animal muy valiente, que sabe resistir con fiereza el dolor físico. Debido a su maciza estructura, su movimiento es pesado y torpe, pero también si es entrenado y ejercitado correctamente puede ser vistoso, elegante y muy cariñoso con los niños.

## Cuidados
La cría del mastín napolitano es laboriosa y difícil de conseguir. Su temperamento, en principio pacífico, puede volverse agresivo si su propietario no es capaz de adiestrarlo y socializarlo con responsabilidad y constancia. Requiere ejercicio debido a su tamaño grande y son poseedores de una gran fuerza. Puede llegar a padecer de displasia de cadera ya que son muy pesados, así que conviene prestar atención a la alimentación para evitar el sobrepeso (factor que acrecienta el riesgo de displasia), ya que fácilmente pueden llegar a pesar hasta 100 kilos cuando el perro esta sano. Requieren de lugares amplios como: patios grandes o jardín cercados. No es recomendable tenerlos en pisos o departamentos.

## Alimentación
El mastín napolitano debe ser nutrido especialmente con carne (1 kg al día) y arroz o pan. No debe ser engordado con sopas y/o verduras pues llegaría a ponerse flácido y perdería vivacidad. La alimentación correcta sería alimentos balanceados y consultado con su veterinario.

## Salud

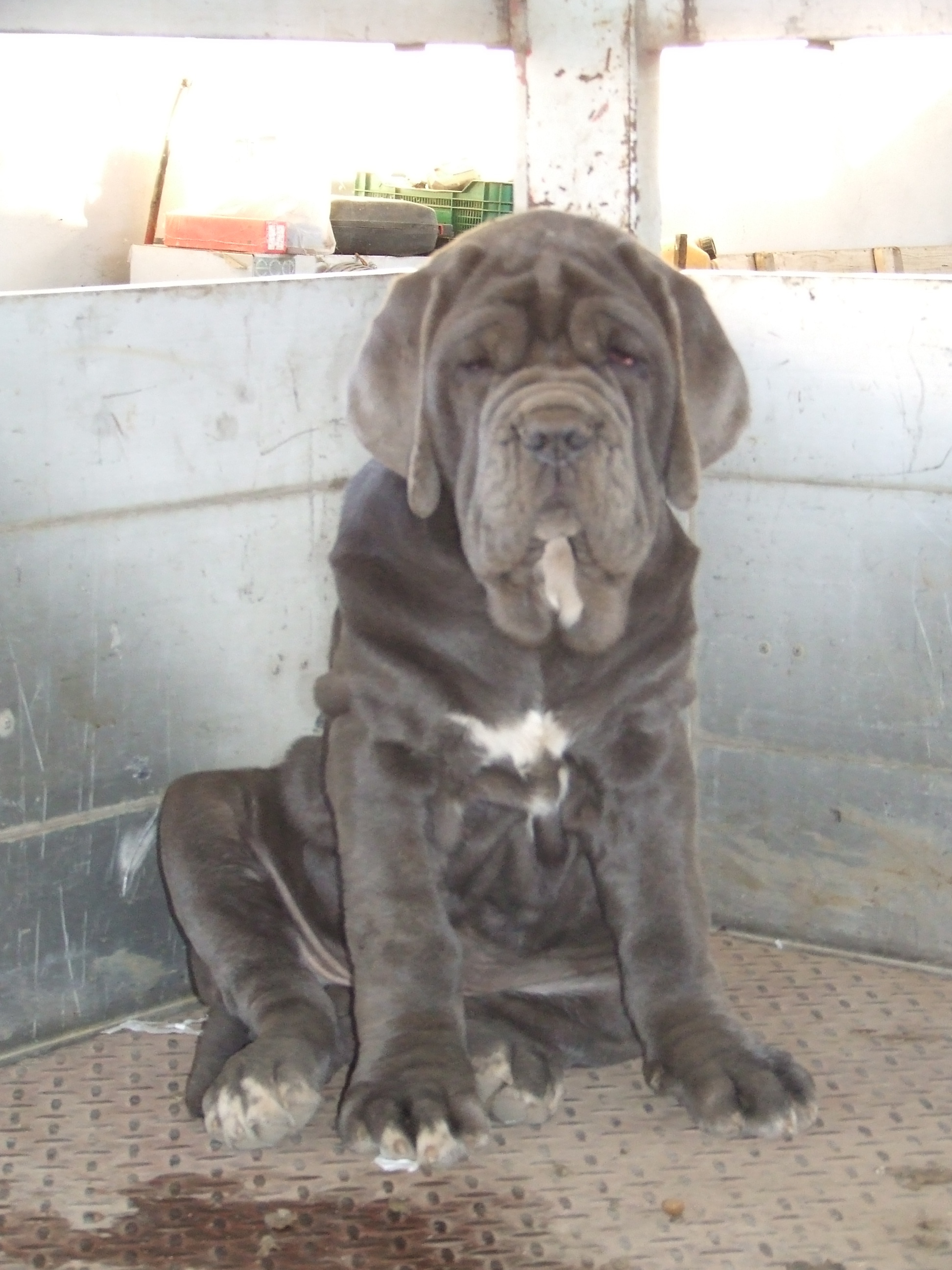
Cachorro de mastín napolitano de diez semanas.

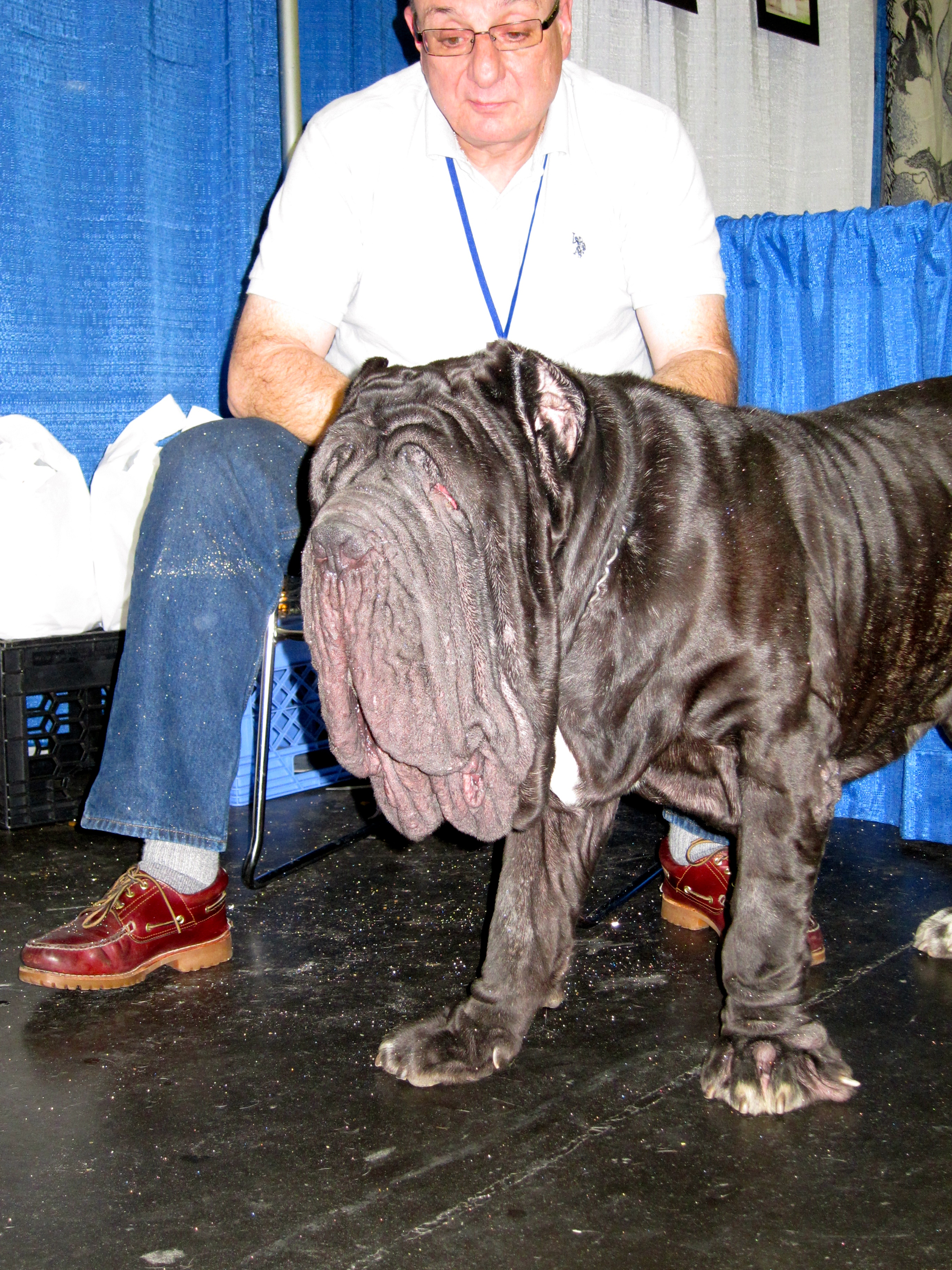
Un ejemplo del exceso de piel en detrimento de la salud de estos animales.

El mastín napolitano sufre de muchos problemas de salud. Las competiciones caninas han presionado para crear ejemplares más pesados y con la cabeza mucho más arrugada que en el pasado. La presencia de arrugas excesivas en la cabeza y el cuello crea problemas oculares, incluido entropión y ectropión. El prolapso de la glándula nictitante es una enfermedad que afecta en especial al hipertipo del mastín napolitano. Estas enfermedades a menudo requieren cirugía, lo cual es directa consecuencia exceso de piel no natural. Se ha estudiado un caso de glaucoma del ojo, así como un caso de obstrucción de la visión debido a arrugas excesivas.
Esta raza también puede ser propensa a afecciones dermatológicas y ciertos problemas cardíacos. El mastín napolitano también puede tener displasia de cadera. De acuerdo con un estudio polaco realizado en perros displásicos de diferentes razas desde 1997 hasta 2006, el mastín napolitano es la raza más afectada por la displasia. Después de la radiografía de sus caderas, el perro se clasifica en una categoría: A (sin signos de displasia), B (estado de la cadera casi normal), C (displasia leve), D (displasia promedio), E (displasia grave).
Se realizó un estudio de caso en un macho de 4 años con insuficiencia cardíaca.
El mastín napolitano es una de las razas de perros sujetos a la dilatación gástrica con vólvulo. Por su exceso de piel, los hiper típicos, son propensos a ser infectados con leishmaniasis.
El crecimiento de esta raza es rápido, es aconsejable darle abundantes raciones de alimentos durante su crecimiento. También es necesario que el joven mastín tenga acceso a un jardín en el que pueda desenvolverse. La esperanza de vida es de 9 a 10 años.

## Utilidad
Ha sido perro de guerra, de combate en el circo, auxiliar de policía, perro de arrastre de trineos, perro de compañía y de defensa personal para gente con discapacidades. Actualmente se le adiestra como guardián de casas y granjas y se le aprecia cada vez más como perro de compañía. Es dominante por naturaleza y se lo hace saber a los otros perros.